# Карл Лоренц
Карл Ло́ренц (нім. Carl Lorenz, 6 липня 1844, Ганновер — 20 грудня 1889, Берлін) — німецький інженер, винахідник, промисловець, засновник компанії «C. Lorenz AG».

## Біографія
У 1878 році Карл Лоренц став співвласником підприємства з виготовлення годинників та телеграфних приладів, що належанло Вільгельму Горну. З цього моменту підприємство стало працювати під назвою «Horn & Lorenz». Через два роки Карл Лоренц заснував власну компанію «C. Lorenz Telegraphenbauanstalt», яке  виготовляло телеграфні прилади та електромеханічне обладнання для залізничних доріг. Після смерті Карла Лоренца 1889 року компанію очолив його брат Альфред. У цьому ж році компанія була придбана підприємцем Робертом Ґельдом. Ґельд виявився талановитим у керуванні — під його керівництвом «C. Lorenz Telegraphenbauanstalt» швидко вийшла на міжнародний ринок. У 1906 році Ґельд перейменував компанію у «C. Lorenz AG».

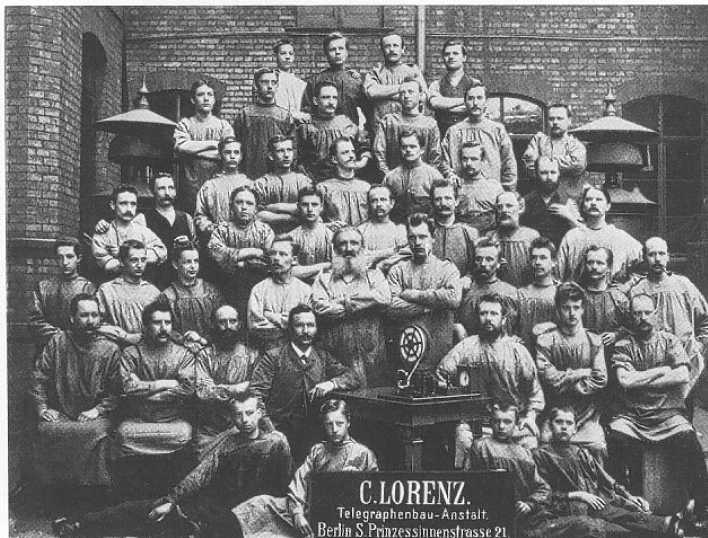
Компанія «C. Lorenz Telegraphenbauanstalt» у Берліні, 1883 рік